# Прапор Старовірівки (Шевченківський район)
Прапор Старовірівки — офіційний символ села Старовірівка Шевченківського району Харківської області, затверджений 27 серпня 2012 р. рішенням XXXI сесії сільської ради VI скликання.
Автор герба — С. А. Мірошніченко.

## Опис
Квадратне полотнище поділене вертикально на зелену, жовту і зелену смуги у співвідношенні 1:2:1. В центрі жовтої смуги червона восьмипроменева зірка і дві червоні шаблі в косий хрест. Зелені смуги поділені на три частини горизонтальною білою смугою у співвідношенні 21:1:2, у верхній смузі по жовтому колоску.
Біла смуга на прапорі — символ покладів кварцу.